# Semiothisa albipuncta
Semiothisa albipuncta là một loài bướm đêm trong họ Geometridae.